# Maik Damboldt

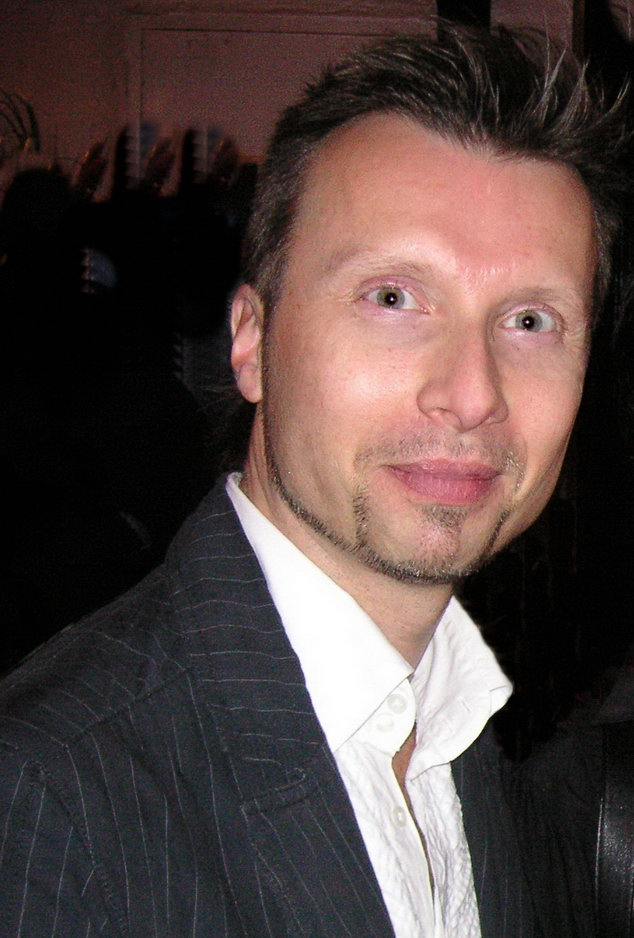
Maik Damboldt im Friedrichstadt-Palast, Okt. 2008

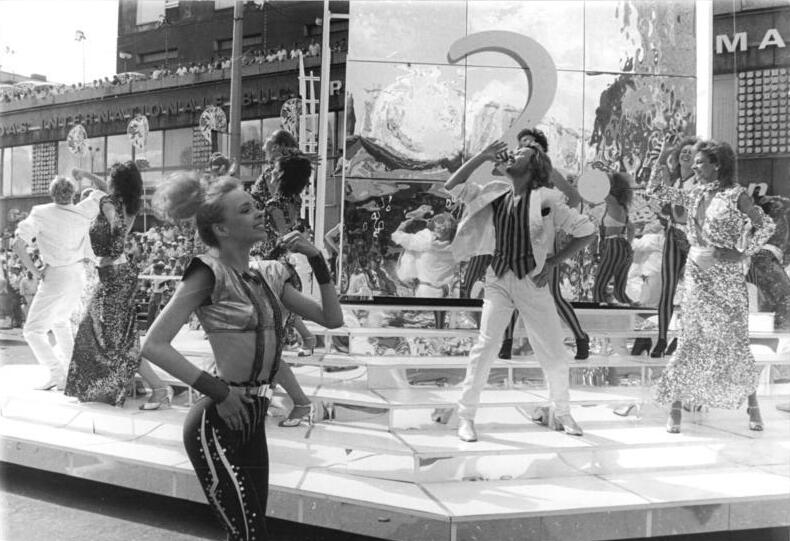
Das Fernsehballett der DDR m. Solist Maik Damboldt – Festumzug 750 Jahre Berlin (1987)

Maik Damboldt (* 31. August 1964 in Weimar) ist ein deutscher Tänzer, Ballettmeister und Choreograph.

## Leben
Maik Damboldt wuchs in Weimar auf, schon früh begann sein Interesse an Bühne und Tanz. Bereits mit 10 Jahren studierte er an der Ballettschule von Gret Palucca in Dresden, um den klassischen Tanz zu erlernen. Außerdem nahm er an Kursen für  Modern Dance und Jazztanz teil. 1982 verpflichtete ihn das Deutsche Fernsehballett in Ostberlin. Einige Zeit später wurde er dann zum Solisten der Compagnie ernannt. In den Samstagabendshows des DDR-Fernsehens tanzte er  neben Dagmar Frederic, Helga Hahnemann und Karel Gott. 
Nach dem Zusammenbruch der DDR war das weitere Engagement beim Deutschen Fernsehballett infrage gestellt, da auch diesem Ensemble das Ende drohte. Als dann 1992 die Existenz des Balletts gesichert war – trat Damboldt auch in den Fernsehshows der ARD und des MDR sowie ZDF auf. So wirkte er u. a. solistisch bei den Festen der Volksmusik, Melodien für Millionen und der Jose Carreras Gala mit. 1996 trat der Tänzer dann auch als Schauspieler in dem dreiteiligen Film Tanz auf dem Vulkan auf, in dem auch Marlène Charell und Daniela Ziegler mitspielten.
Nachdem er seine hauptsächliche Arbeit vom aktiven Bühnentanz auf die Choreographie umstellte, wurde er 2001 als Choreograph im Revuetheater Friedrichstadt-Palast in Berlin verpflichtet. Dort ist Damboldt im Jahr 2003 zum Ballettmeister berufen worden. Seitdem choreographiert er für die neuen Revuen des Friedrichstadt-Palasts, u. a. für Casanova, Rhythmus Berlin, Glanzlichter, Jingle Bells und die Sommerrevue. Auch für die Girlreihe des Palasts war er mehrfach verantwortlich. 
Nebenher hat er noch die Maik Damboldt Dance Companie gegründet. Für das Kabarett-Theater Die Oderhähne (Frankfurt/Oder) hat er mehrere Choreographien einstudiert, zuletzt im Sommer 2008 für das Programm Czardas-Würstchen. Hin und wieder tritt er auch noch als Tänzer im Ballett des Friedrichstadt-Palasts auf. Seinen bisher letzten Fernsehauftritt hatte er Ende Dezember 2007 in der ZDF-Samstagabendgala Danke Dieter Thomas Heck mit dem Deutschen Fernsehballett.
Maik Damboldt lebt in Berlin.